# Pierluigi Coppola
Pierluigi Coppola (Foligno, 5 giugno 1977) è un attore italiano.

## Biografia
Dopo il debutto teatrale, avvenuto nel 1996, con Un marito ideale di Oscar Wilde, regia Luigi Bonori, ha lavorato al cinema ma soprattutto in televisione.
Tra i lavori sul grande schermo, si ricordano il film di debutto, La leggenda del pianista sull'oceano (1998), regia di Giuseppe Tornatore,  K. Il bandito (2007), regia di Martin Donovan, in cui è stato protagonista nel ruolo di Karlo Santoro, e Il sangue dei vinti (2008), regia di Michele Soavi
Numerose le fiction tv in cui ha lavorato, fra cui: le  miniserie tv Stiamo bene insieme (2002), regia di Elisabetta Lodoli e Vittorio Sindoni, e Le ali della vita 2 (2001), regia di Stefano Reali, e le due stagioni della serie tv Elisa di Rivombrosa (2003-2005), nel ruolo di Angelo Buondio.
Tra il 2006 e il 2007 ha preso parte al reality show di Canale 5, Reality Circus, dove si è classificato al 2º posto, alle spalle della vincitrice Sabrina Ghio. Nel 2008 ha interpretato il ruolo dell'agente Franco Pace ne La nuova squadra, in onda su Rai 3, e quello di Vittorio nel film Il sangue dei vinti, regia di Michele Soavi.
Lasciata la carriera di attore, ha lavorato per un lungo periodo in Spagna e Nuova Zelanda come bartender professionista.

## Carriera

### Teatro
- Un marito ideale di Oscar Wilde, regia Luigi Bonori (1996)
- Sesso debole, regia di Luigi Bonori (1997)
- Amici, complici, amanti, regia di Bruno Montefusco (1999)
- Sogno di una notte di mezza estate di William Shakespeare, regia Franco Mescolini (1999)
- L'iradiddio di Lucilla Lupaioli, regia di Furio Andreotti (2000)
- L'ultima cena di Lucilla Lupaioli, regia di Furio Andreotti (2000)
- L'iradiddio di Lucilla Lupaioli, regia Furio Andreotti (2003)
- Avanti il prossimo, regia di  Antonio Fava (2005)
- Palpiti, pulci, e pappolate (2005), regia di Antonio Fava (2005)
- Una maschera in prestito, scritto, diretto e interpretato da Pierluigi Coppola (2006)

### Cinema
- La leggenda del pianista sull'oceano, regia di Giuseppe Tornatore (1998)
- La vie ne me fait pas peur, regia di Noemie Lvovsky (1999)
- Una canna con Goldrake, regia Giuseppe Gandini (1999)
- K. Il bandito, regia di Martin Donovan (2007)
- Il sangue dei vinti, regia di Michele Soavi (2008) - In onda in due puntate su Rai Uno (2009)

### Televisione
- Rosso di sera, regia di  Claudio Carafoli (1999)
- Un posto al sole, registi vari (1999)
- Un medico in famiglia 2, regia di Tiziana Aristarco e Riccardo Donna (2000)
- Le ali della vita 2, regia di Stefano Reali (2001)
- Stiamo bene insieme, regia di Elisabetta Lodoli e Vittorio Sindoni (2002)
- Così come la vita, regia di Roberta Orlandi (2002)
- Distretto di Polizia 4, regia Monica Vullo – serie TV, 17 episodi (2003)
- Elisa di Rivombrosa, regia di Cinzia TH Torrini (2003)
- Reality Circus - Reality show (2006-2007)
- La terza verità, regia di Stefano Reali (2007)
- La nuova squadra, registi vari (2008)
- Rex (2011)
- Don Matteo 9 (2014) episodio: Affari di famiglia